# Have U Seen Her?
Have U Seen Her? to debiutancki album fińskiej piosenkarki i autorki tekstów ALMY, wydany 15 maja 2020 roku przez wytwórnię PME Records. Premierę albumu poprzedziły dwie EP-ki: Have U Seen Her? (Part 1) oraz Have U Seen Her? (Part 2) wydane 1 listopada 2019 i 13 marca 2020, odpowiednio.

## Odbiór krytyczny
Album „Have U Seen Her?” spotkał się z ogólnie pozytywnymi recenzjami. Na Metacriticu album otrzymał średnią ocenę 72/100 od profesjonalnych krytyków bazując na czterech recenzjach.

## Lista utworów
| Have U Seen Her? | Have U Seen Her?                      | Have U Seen Her?                                                                                               | Have U Seen Her?                                   | Have U Seen Her? |
| Nr               | Tytuł utworu                          | Tekst | Muzyka                                             | Długość          |
| ---------------- | ------------------------------------- | --- | -------------------------------------------------- | ---------------- |
| 1.               | „Have U Seen Her?”                    | Alma-Sofia Miettinen, Henry Flint, George Flint                                                                | 23rd                                               | 2:43             |
| 2.               | „LA Money”                            | Miettinen, Justin Tranter, Sarah Hudson, Nicholas Gale                                                         | DFA, Andrew Wyatt, Digital Farm Animals            | 2:53             |
| 3.               | „Worst Behavior” (gościnnie: Tove Lo) | Miettinen, Jeremy Chacon, Jonas Kalisch, Maria Hazell, Ebba Tove Elsa Nilsson, Alexsej Vlasenko, Henrik Meinke | Hitimpulse                                         | 2:41             |
| 4.               | „Stay All Night”                      | Miettinen, Chacon, Kalisch, Hazell, Vlasenko, Meinke, Vincent Kottkamp                                         | NOVAA, Matt Zara, Digital Farm Animals, Hitimpulse | 2:48             |
| 5.               | „Bad News Baby”                       | Miettinen, Kennedi Lykken, Joe Janiak, Ajay Bhattacharya, Alexander Shuckburgh                                 | Al Shux, Stint                                     | 3:21             |
| 6.               | „Nightmare”                           | Miettinen, Tranter, Shawn Wasabi, Madison Love                                                                 | Shawn Wasabi                                       | 2:32             |
| 7.               | „Mama”                                | Miettinen, Tranter, Mark Ralph, Timucin Lam                                                                    | Wasabi                                             | 2:59             |
| 8.               | „King of the Castle”                  | Miettinen, Henri Salonen                                                                                       | Hank Solo                                          | 3:28             |
| 9.               | „My Girl”                             | Miettinen, Chacon, Kalisch, Hazell, Vlasenko, Meinke, Kottkamp, Linnea Sodahl                                  | Hitimpulse                                         | 3:28             |
| 10.              | „Find Me”                             | Miettinen, Bjorn Yttling, Gustav Nystrom                                                                       | Gustav Nystrom                                     | 3:17             |
| 11.              | „Loser”                               | Miettinen, Gale, Hudson, Jesse Saint John                                                                      | DFA                                                | 3:12             |
| 12.              | „Final Fantasy”                       | Miettinen, Wasabi, Kennedi, Janiak                                                                             | Wasabi                                             | 3:38             |
|                  |                                       | |                                                    | 37:00            |

| Have U Seen Her? (Part I) | Have U Seen Her? (Part I)             | Have U Seen Her? (Part I)                                                                                      | Have U Seen Her? (Part I) | Have U Seen Her? (Part I) |
| Nr                        | Tytuł utworu                          | Tekst | Muzyka                    | Długość                   |
| ------------------------- | ------------------------------------- | --- | ------------------------- | ------------------------- |
| 1.                        | „Have U Seen Her?”                    | Alma-Sofia Miettinen, Henry Flint, George Flint                                                                | 23rd                      | 2:41                      |
| 2.                        | „Worst Behavior” (gościnnie: Tove Lo) | Miettinen, Jeremy Chacon, Jonas Kalisch, Maria Hazell, Ebba Tove Elsa Nilsson, Alexsej Vlasenko, Henrik Meinke | Hitimpulse                | 2:40                      |
|                           |                                       | |                           | 5:21                      |

| Have U Seen Her? (Part II) | Have U Seen Her? (Part II) | Have U Seen Her? (Part II)                                             | Have U Seen Her? (Part II)                         | Have U Seen Her? (Part II) |
| Nr                         | Tytuł utworu               | Tekst                                                                  | Muzyka                                             | Długość                    |
| -------------------------- | -------------------------- | ---------------------------------------------------------------------- | -------------------------------------------------- | -------------------------- |
| 1.                         | „Stay All Night”           | Miettinen, Chacon, Kalisch, Hazell, Vlasenko, Meinke, Vincent Kottkamp | NOVAA, Matt Zara, Digital Farm Animals, Hitimpulse | 2:47                       |
| 2.                         | „King of the Castle”       | Miettinen, Henri Salonen                                               | Hank Solo                                          | 3:28                       |
| 3.                         | „Find Me”                  | Miettinen, Bjorn Yttling, Gustav Nystrom                               | Gustav Nystrom                                     | 3:17                       |
|                            |                            |                                                                        |                                                    | 9:32                       |

## Notowania
| Terytorium | Lista (2020)                                | Najwyższa pozycja |
| ---------- | ------------------------------------------- | ----------------- |
| Finlandia  | Suomen virallinen lista (Musiikkituottajat) | 1                 |

## Historia wydania
| Terytorium | Data           | Format                          | Wytwórnia         | Przyp.               |
| ---------- | -------------- | ------------------------------- | ----------------- | -------------------- |
| Świat      | 15 maja 2020   | CD, digital download, streaming | PME Records, Sony | [ 18 ] [ 19 ] [ 20 ] |
| Świat      | 5 czerwca 2020 | LP                              | PME Records, Sony | [ 21 ] [ 22 ]        |